# Lago Kasmere
O Lago Kasmere é um lago de água doce localizado no extremo noroeste da província de Manitoba, Canadá, perto da fronteira da província de Manitoba com os Territórios do Noroeste, nas coordenadas 59° 35′ N, 101° 10′ O. 